# 알리스 플레이튼
앨리스 플레이튼(Alice Playten, 1947년 8월 28일 ~ 2011년 6월 25일)은 미국의 작곡가, 배우이다.
뉴욕에서 태어났으며 뉴욕에서 사망하였다. 사인은 췌장암이다.

## 출연 작품
- 사랑은 언제나 진행중 (2009년)
- 더그의 첫번째 영화 (1999년)
- 살인 그리고 살인 (1996년)
- 탐정 행스 (1994년)
- 아이큐 (1994년)
- 사랑 게임 (1993년)
- 리젠드 (1985년)
- 헤비 메탈 (1981년)

### 텔레비전
- 애즈 더 월드 턴즈 (1956년)